# سوليدي سواريز
سوليدي سواريز (بالإنجليزية: Suleidy Suárez)‏ مواليد 8 يوليو 1991، هي لاعبة كرة يد دومينيكية تلعب كحارس مرمى. مثلت منتخب جمهورية الدومينيكان لكرة اليد للسيدات.

## سجل المنافسة
شاركت في البطولات التالية:
- بطولة العالم لكرة اليد للسيدات 2013